# Johann Jacob Dillenius
Johann Jakob Dillen o Dillenius (Darmstadt, actual Alemania, 22 de diciembre de 1684– Oxford, 2 de abril de 1747) fue un botánico británico de origen alemán.

## Biografía
Hace sus estudios en la Universidad de Giessen donde edita varios artículos sobre botánica en el Ephemerides nat curiosorum y publica en 1719 su Catalogus plantarum sp circa Gissam nascentium, ilustrado con figuras dibujadas y grabadas de su mano. Se describen numerosas nuevas especies: entre 980 especies de fanerógamas, 200 de musgos y 160 champiñones.
Se hace conocido por sus trabajos sobre las criptógamas y establece la posibilidad de extraer el opio de la amapola de Europa.
En 1721, respondiendo a la invitación del botánico William Sherard (1659-1728), abandona su país y se establece en Gran Bretaña.
En 1724, supervisa una nueva edición de Synopsis Methodica Stirpium Britannicarum de John Ray. En 1732, publica Hortus Elthamensis, un catálogo de especies raras de los alrededores de Eltham cerca de Londres. Para este trabajo, Dillen realiza 324 planchas. Carlos Linneo (1707-1778) que pasa algunos meses en Oxford en 1736 alabará la calidad: opus botanicum quo absolutius mundus non vidit.
En 1734, es profesor de Botánica en Oxford.
Publica en 1741, la Historia Muscorum: a General History of Land and Water, etc. Mosses and Corals, containing all the known species; él mismo había dibujado y grabado las figuras.
Fallece de una crisis de apoplejía en 1747. Sus manuscritos, su biblioteca, su Herbario así como numerosos dibujos los compró Humphrey Sibthorp (1713-1797), su sucesor en Oxford, antes que enriquecer las colecciones de la Universidad.

## Escritos
- Catalogus plantarum circa Gissam sponte nascentium; cum observationibus botanicis, synonymiis necessariis, tempore & locis, in quibus plantae reperiuntur. Praemittitur praefatio et dissertatio brevis de variis plantarum methodis, ad calcem vero adjicitur fungorum et muscorum methodica recensio hactenus desiderata. 1719
- Hortus Elthameusis. 1732, 2 vols. con 324 grabados
- Historia muscorum. 1741; con 85 grabados

El último está considerado como la obra principal de Dillenius, en el que por primera vez se encuentran descripciones de plantas vivas de musgos.

## Honores

### Epónimos
Géneros
- (Dilleniaceae) Dillenia L.[1]
- (Rubiaceae) Dillenia Heist. ex Fabr.[2]

Especies
- (Asteraceae) Bidens dilleniana Hill[3]
- (Capparaceae) Cleome dilleniana DC.[4]
- (Caryophyllaceae) Silene dilleniana Schott ex Desf.[5]
- (Caryophyllaceae) Stellaria dilleniana Moench ex Leers[6]
- (Malvaceae) Anoda dilleniana Cav.[7]
- (Malvaceae) Malva dilleniana Eckl. & Zeyh.[8]
- (Malvaceae) Sida dilleniana Willd.[9]
- (Papaveraceae) Sanguinaria dilleniana Greene[10]
- (Rosaceae) Rosa dilleniana Baker ex Déségl.[11]

- La abreviatura «Dill.» se emplea para indicar a Johann Jacob Dillenius como autoridad en la descripción y clasificación científica de los vegetales.[12]